# Pierre Gaviniès
Pierre Gaviniès (Bordeaux, 11 maggio 1728 – Parigi, 8 settembre 1800) è stato un violinista e compositore francese. È stato uno dei rappresentanti più significativi della scuola violinistica francese del XVIII secolo, tanto da essere definito da Viotti "il Tartini di Francia".

## Biografia
Figlio del liutaio François Gaviniès e di Marie Laporte, nel 1734 si trasferisce con la famiglia da Bordeaux a Parigi. Non si hanno notizie chiare sulla sua prima formazione musicale, presumibilmente da autodidatta e aiutata dai maestri che frequentavano la bottega del padre. All'età di 11 anni comincia a suonare in pubblico, inizialmente in concerti privati, mostrando grandi doti tecniche. Il 2 settembre 1741 ha suonato in un Concert Spirituel, eseguendo un duo di Leclair assieme all'Abbé Le Fils. Nonostante questi fosse allievo dello stesso Leclair, non ci sono evidenze che anche Gaviniès lo fosse. Nello stesso anno, ha eseguito in un altro Concert Spirituel la Primavera di Vivaldi.
Non si hanno notizie dell'attività di Gaviniès successiva all'esecuzione della Primavera, e si pensa che fosse impiegato presso la corte del Duca d'Orleans.
Si esibì spesso nei Concert Spirituel dal 1748 in poi, sia in veste di solista che come camerista, e ne assumerà la direzione tra il 1773 e il 1777. In tali concerti si è esibito assieme al violinista Jean-Pierre Guignon, al flautista Michel Blavet (con il quale ha duettato in una sonata per violino e flauto, il 1º febbraio 1749), alla cantante Marie Fel e ad altri noti musicisti dell'epoca.
Tra il 1753 ed il 1759 (ritorno ai Concert Spirituel) si ha un altro buco biografico. Si sa solo che Gaviniès è stato in prigione per un anno, a causa di una relazione con una giovane dama di corte. Proprio durante la detenzione ha composto una romanza, che è stata successivamente pubblicata in diverse edizioni ottenendo grande fama.
L'inizio degli anni sessanta del Settecento rappresenta probabilmente il culmine della sua carriera, con la messa in scena di Le prétendu (6 novembre 1760), intermezzo in tre atti rappresentato all'Opera Italiana, e la pubblicazione di molte sue opere, tra le quali tre raccolte di sonate per violino e basso continuo, una raccolta per due violini, sei concerti e diverse sinfonie eseguite ai Concert Spirituel, dove guidava l'orchestra in qualità di primo violino; alcuni suoi concerti sono stati ascoltati dalla famiglia di Mozart nell'inverno 1763/4.
Gaviniès si è esibito in pubblico più raramente dopo il 1765, forse per l'astio provato verso il virtuoso italiano Antonio Lolli, che era divenuto celebre in quel periodo per i passaggi particolarmente impegnativi che riusciva ad eseguire impiegando la scordatura. Ha organizzato cinque concerti di beneficenza a favore di un istituto d'arte tra il 1769 e il 1772 e successivamente ha assunto la direzione dei Concert Spirituel tra il 1773 e il 1777, assieme a Simon Leduc e François-Joseph Gossec. Sotto la loro direzione, l'orchestra è stata ampliata e la qualità di esecuzione è migliorata in maniera significativa. Le viole e i contrabbassi sono stati aumentati di due unità (da otto a dieci), le trombe raddoppiate ed è stata introdotta per la prima volta una coppia di clarinetti.
Al termine dell'incarico è rimasto a Parigi ma si è esibito raramente, mantenendosi grazie ad una rendita di 1 500 livre fornitagli da una facoltosa benefattrice. Gaviniès ha lavorato come orchestrale al Théâtre de la rue de Louvois negli anni novanta, probabilmente a causa del venir meno della suddetta rendita, verosimilmente a seguito della rivoluzione francese.
Nel 1795 ha accettato la cattedra di professore di violino presso il nascente Conservatorio di Parigi, analogamente a Rodolphe Kreutzer, Pierre Baillot e Pierre Rode. Gaviniès era un ottimo didatta e ha riscosso grande apprezzamento nel ruolo.
Minato negli ultimi anni di vita da problemi fisici, non ha però perso la sua tecnica e ha continuato a suonare fino alla morte, nel 1800. Nonostante le sue condizioni economiche fossero modeste, ha ricevuto un funerale solenne, al quale hanno partecipato allievi e amici, tra i quali François-Joseph Gossec, Etienne-Nicolas Méhul e Luigi Cherubini.
Gaviniès non si è mai sposato, ma aveva diverse amiche e ammiratrici; era amico di Jean-Jacques Rousseau e di altri scrittori francesi dell'epoca. Era una persona generosa, accettava allievi non facoltosi e talvolta dava loro lezioni gratuite o addirittura gli offriva sostegno economico, nonostante non fosse particolarmente ricco. Alla morte, il suo patrimonio era costituito principalmente da manoscritti inediti e dai suoi strumenti musicali.
Tra i suoi allievi spiccano Louis-Henry Paisible (uno dei massimi violinisti francesi alla fine del XVIII secolo), l'abate Alexandre-Auguste Robineau, Nicolas Capron, Jean-Jéròme Imbault, Antoine Laurent Baudron, Jacques Lermière, Marie-Alexandre Guénin, Simon Leduc.

## Tecnica
Gaviniès era ammirato per la capacità improvvisativa e per la lettura a prima vista, la sua tecnica era eccellente ed elogiata sotto praticamente tutti i punti di vista, in particolar modo per espressività (mutuata tramite Leclair dalla scuola di Giovanni Battista Somis), timbro e per la grande tecnica d'arco, che lo facevano eccellere nell'esecuzione dei passi cantabili. È stato inoltre un buon didatta, capace di trasmettere con successo questa sua grande tecnica agli allievi. Il virtuosismo traspare in parte nelle sue opere, che impiegano tutta l'estensione dello strumento, enfatizzando in maniera allora insolita il registro più grave. I suoi studi coltivano l'agilità della mano sinistra.
Gaviniès era famoso principalmente come esecutore, successore di Leclair al vertice della scuola violinistica francese. È stato annoverato tra i più grandi violinisti della storia, inserito da François Fayolle nel suo Notices sur Corelli, Tartini, Gaviniés, Pugnani et Viotti (Parigi, 1810). La tecnica di Gaviniès è stata all'altezza della situazione in un periodo, quello coperto dalla sua carriera, carico di importanti novità, tra le quali il perfezionamento dell'archetto da parte di Tourte, l'espressività raggiunta da musicisti quali Viotti (dal quale Gaviniès ha appreso elementi della tecnica italiana) e l'ascesa delle scuole tecniche di Kreutzer e Rode.

## Composizioni

### Studi
Gaviniès ha composto una raccolta di ventiquattro studi per violino, les Vingt-quatre matinées, scritti probabilmente per il suo insegnamento in Conservatorio e pubblicati nel 1800 o forse, secondo Fétis, nel 1794. Sono esercizi di grande difficoltà tecnica e rappresentano l'apice della tecnica violinistica del XVIII secolo: più impegnativi dei capricci di Tartini, Locatelli e Fiorillo, saranno massima espressione del virtuosismo violinistico fino all'avvento di Paganini. Gli studi hanno uno stile che va dall'arcaico al moderno e, a differenza di altre composizioni didattiche del periodo, propongono problemi differenti nel medesimo brano. Pur non spingendosi in un registro esageratamente acuto, contengono impegnativi salti melodici, particolarmente ampi, e difficili passi che si articolano tra la quarta e la settima posizione. I ventiquattro studi di Gaviniès, trascritti una quinta in basso, facevano parte del programma ministeriale per il compimento medio di viola nei conservatori italiani, precedente alla legge di Riforma dei Conservatori di Musica n. 508/99.

### Sonate e duetti
Per quanto riguarda le composizioni cameristiche, nelle sonate e nei duetti Gaviniès fa uso di doppie corde e ricchi abbellimenti, specificando con minuzia le dinamiche, più raramente le diteggiature; nei duetti tipicamente i due violini hanno parti della medesima importanza. Tutte queste composizioni si articolano in tre movimenti: solitamente i tempi lenti sono romanze, mentre nelle opere giovanili i finali sono talvolta un tema con variazioni o un minuetto. Nella seconda raccolta di sonate, i primi movimenti presentano un bitematismo carico di contrasti.

### Concerti
Gaviniès ha composto almeno sette concerti per violino, che sono tra i più significativi dello stile galante francese. Nel 1764 ha pubblicato in proprio una raccolta, costituita da sei concerti scritti probabilmente non prima del 1759, ristampata poi da Sieber negli anni settanta del XVIII secolo. Ad essi si aggiunge il manoscritto di un concerto in mi maggiore, presumibilmente scritto in un periodo precedente e conservato presso la biblioteca del Conservatorio di Parigi.
Nei suoi concerti si nota l'influenza della scuola di Mannheim e vengono intravisti come precursori dei concerti mozartiani e romantici. Presentano caratteristiche analoghe alle sonate dello stesso compositore, ma con un maggiore virtuosismo, concretizzato in ampi salti melodici, salti di corda, staccato e ritmi puntati, ricche fioriture e passaggi particolarmente acuti. Il virtuosismo non è però esagerato (in confronto, i concerti di Gaviniès presentano meno difficoltà tecniche rispetto a quelli di Locatelli o di Leclair) ed è bilanciato da eleganza e chiarezza melodica.
In accordo con lo stile dell'epoca, i primi movimenti dei concerti di Gaviniès si articolano in quattro tutti e tre soli, con il primo tutti in tonalità d'impianto, senza modulazioni, il secondo alla dominante, il terzo alla relativa minore che torna alla tonica (ad eccezione del concerto n. 3, nel quale la modulazione si compie nel solo immediatamente successivo) e il quarto ancora in tonalità d'impianto. Vi è grande varietà nel materiale musicale, in parte condiviso da soli e tutti. Il primo solo è generalmente molto variegato e il materiale iniziale è talvolta riutilizzato nelle successive ripetizioni, anche se generalmente l'epilogo si basa su materiale del secondo motivo. È presente un contrasto tra motivi (sinfonici nel tutti di apertura, cantabili in ciò che segue) e talvolta si osserva un vero e proprio tema melodico dopo la modulazione, anche se non si riscontra propriamente il contrasto tematico caratteristico della forma-sonata. È presente anche una ripresa, non un semplice ritornello finale, con la modulazione che riporta alla tonalità d'impianto nel terzo tutti. Il materiale ripreso non è sempre quello iniziale, anche se in genere c'è un riferimento chiaro al primo solo. L'ultimo solo del violino utilizza materiale precedentemente esposto alla dominante e ora trasportato alla tonica, mentre l'ultimo tutti funge da chiusura dopo la cadenza solistica.
I tempi lenti possono essere alla relativa minore (in quattro concerti), in tonalità d'impianto (in due) o alla dominante (in un solo concerto). Non si può parlare in merito di una forma bipartita propriamente detta, in quanto non vi sono due sezioni chiaramente evidenziate da cadenze o melodie chiaramente definite. Il materiale è esposto inizialmente in un lungo tutti, e viene solitamente ripetuto dal solo, che modula (alla relativa maggiore dove l'impianto è minore, alla dominante o alla sottodominante dove maggiore).
I finali utilizzano una struttura di base analoga a quella dei primi movimenti, ma con maggiore condivisione di materiale tra soli e tutti, un carattere più luminoso e uno stile più vicino alla danza, che si concretizza in strutture molto regolari. Sono presenti ripetizioni, nella forma di echi in due battute o a livello di frasi (quattro-otto battute).
Gaviniès ha sicuramente eseguito alcuni suoi concerti in due occasioni nel 1750 e un suo concerto è stato eseguito dal suo allievo Moria nel 1757, mentre dal 1759 in poi i suoi concerti sono entrati a far parte stabilmente del suo repertorio eseguito in pubblico (almeno ventitré esecuzioni distinte nel corso delle sue ventotto esibizioni ai Concert Spirituel tra il 1759 e il 1764, nonché svariate esecuzioni da parte di suoi allievi, tra i quali Capron, Bertheaume e Leduc).

### Catalogo delle composizioni
Opere:
- Le prétendu (inermezzo in tre atti), prima rappresentazione alla Comédie-Italienne di Parigi il 6 novembre 1760

Composizioni vocali:
- Qu'il est doux, qu'il est charmant (romanza, 1755 circa, pubblicata sotto vari arrangiamenti)
- On craint un engagement (romanza da Le prétendu)
- Vous dittes toujours maman (romanza) per fortepiano
- arrangiamenti e canzoni in antologie dell'epoca, come La chute imprévue, possibile origine di Der vorgegebene Zufall, operetta attribuita a Gaviniés da Gerber.

Composizioni orchestrali:
- sei concerti per violino, archi, due oboi e due corni, op. 4 (1764)
- Dernière étude en concerto, per violino solo (1805, perduto)
- tre (o più) sinfonie, eseguite nel 1762 circa (perdute)
- due concerti per violino
- première suite sur des noëls
- deuxième suite sur des noëls
- Chaconne, composta come interludio per una esecuzione della Hippolyte et Aricie di Rameau (1767, perduta)

Musica da camera:
- sei sonate per violino e basso continuo, op. 1 (1760)
- Recueil d'airs à 3 parties, per due violini e viola o violoncello (1763 circa)
- sei sonate per violino e basso continuo, op. 3 (1764)
- sei sonate per due violini, op. 5 (1774 circa)
- tre sonate per violino e violoncello ad libitum (1801, la n. 1 è intitolata Le tombeau)
- Airs en quatuor, eseguite nel 1763 (perdure)
- sonata per violino e contrabbasso
- Vingt-quatre matinées, ventiquattro studi per violino (1800, oppure 1794 secondo Fétis)
- sonata per clavicembalo